# Andalusia, Alabama
Andalusia là một thành phố thuộc quận Covington, tiểu bang Alabama, Hoa Kỳ. Dân số năm 2009 là 8863 người, mật độ đạt 174 người/km².